# Liste der Monuments historiques in Auvillar
Die Liste der Monuments historiques in Auvillar führt die Monuments historiques in der französischen Gemeinde Auvillar auf.

## Liste der Bauwerke
| Bezeichnung                      | Beschreibung | Standort                                    | Kennzeichnung | Schutzstatus | Datum | Bild |
| -------------------------------- | ------------ | ------------------------------------------- | ------------- | ------------ | ----- | ---- |
| Kapelle Sainte-Catherine du Port |              | Rue Sainte-Catherine (Lage)                 | PA00095679    | Inscrit      | 1980  |      |
| Kirche Saint-Pierre              |              | Place de l’Église (Lage)                    | PA00095678    | Classé       | 1862  |      |
| Kornhalle                        |              | Place de la Halle (Lage)                    | PA00095680    | Classé       | 1946  |      |
| Gebäude                          |              | Place de la Halle (Lage)                    | PA00095685    | Inscrit      | 1946  |      |
| Gebäude                          |              | Place de la Halle (Lage)                    | PA00095686    | Inscrit      | 1946  |      |
| Gebäude                          |              | Place de la Halle (Lage)                    | PA00095687    | Inscrit      | 1946  |      |
| Gebäude                          |              | Place de la Halle (Lage)                    | PA00095689    | Inscrit      | 1946  |      |
| Gebäude                          |              | Place de la Halle (Lage)                    | PA00095690    | Inscrit      | 1946  |      |
| Gebäude                          |              | Place de la Halle (Lage)                    | PA00095691    | Inscrit      | 1946  |      |
| Gebäude                          |              | Place de la Halle (Lage)                    | PA00095693    | Inscrit      | 1946  |      |
| Gebäude                          |              | Place de la Halle (Lage)                    | PA00095694    | Inscrit      | 1946  |      |
| Gebäude                          |              | Place de la Halle Rue Saint-Pierre (Lage)   | PA00095695    | Inscrit      | 1946  |      |
| Gebäude                          |              | Place de la Halle (Lage)                    | PA00095697    | Inscrit      | 1946  |      |
| Gebäude                          |              | Place de la Halle (Lage)                    | PA00095698    | Inscrit      | 1946  |      |
| Gebäude                          |              | Place de la Halle (Lage)                    | PA00095699    | Inscrit      | 1946  |      |
| Gebäude                          |              | Place de la Halle Rue de la Triperie (Lage) | PA00095700    | Inscrit      | 1946  |      |
| Gebäude (abgegangen?)            |              | Place de la Halle Rue de la Triperie (Lage) | PA00095682    | Inscrit      | 1946  |      |
| Gebäude                          |              | Place de la Halle Rue du Palais (Lage)      | PA00095688    | Inscrit      | 1946  |      |
| Gebäude                          |              | Place de la Halle (Lage)                    | PA00095683    | Inscrit      | 1946  |      |
| Gebäude                          |              | Place de la Halle (Lage)                    | PA00095684    | Inscrit      | 1946  |      |
| Gebäude                          |              | Place de la Halle (Lage)                    | PA00095701    | Inscrit      | 1946  |      |
| Gebäude                          |              | Place de la Halle Rue de l’Horloge (Lage)   | PA00095692    | Inscrit      | 1946  |      |
| Gebäude                          |              | Rue Saint-Pierre Place de la Halle (Lage)   | PA00095696    | Inscrit      | 1946  |      |
| Gebäude                          |              | Rue de la Triperie (Lage)                   | PA00095702    | Inscrit      | 1946  |      |
| Haus Desbordes                   |              | Place de la Halle (Lage)                    | PA00095681    | Inscrit      | 1956  |      |
| Uhrenturm                        |              | Rue de l’Horloge (Lage)                     | PA00095703    | Inscrit      | 1978  |      |

## Liste der Objekte

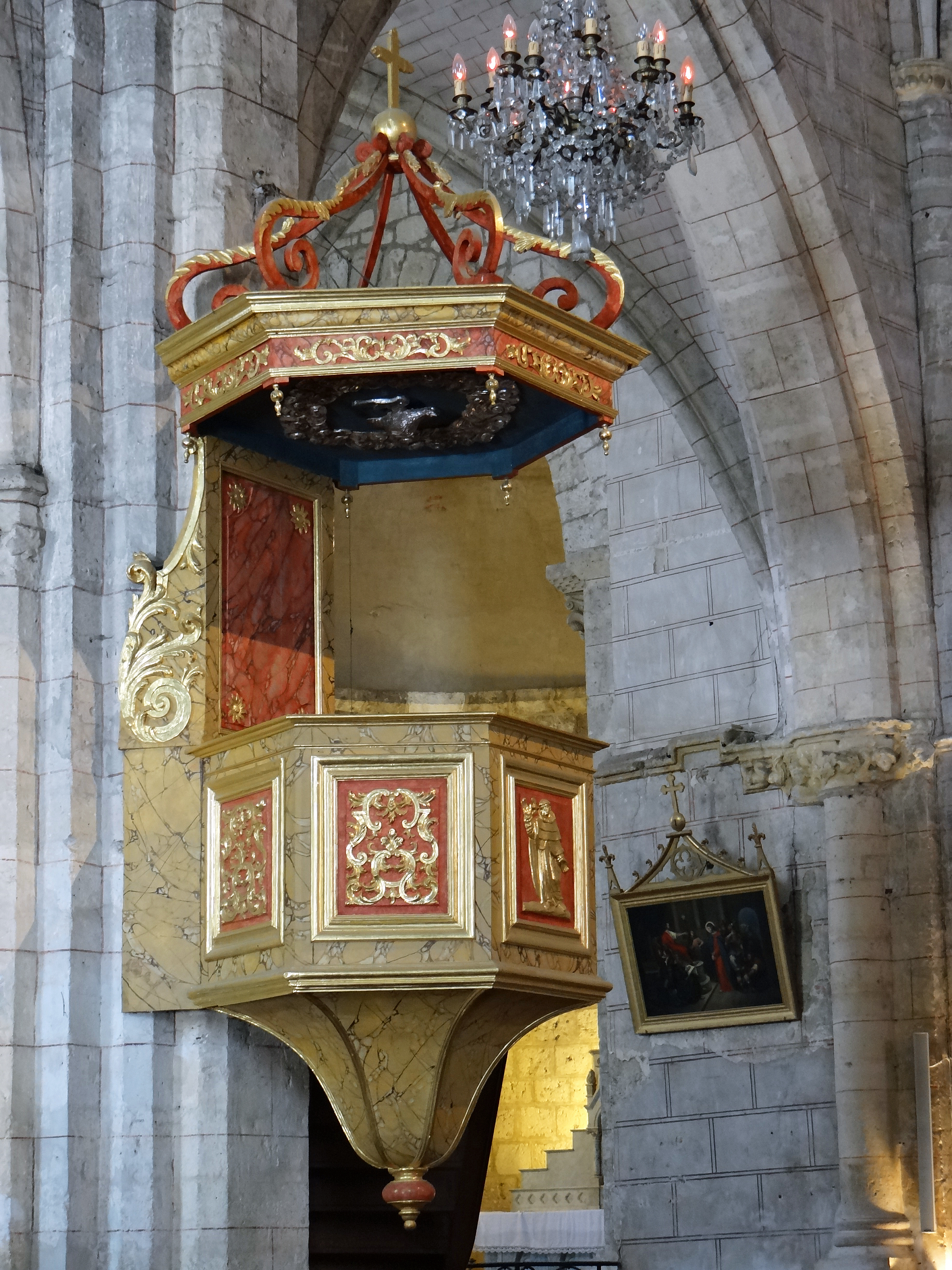
Kanzel (Anfang des 18. Jahrhunderts) in der Kirche St-Pierre

- Monuments historiques (Objekte) in Auvillar in der Base Palissy des französischen Kultusministeriums